# Polska Partia Narodowo-Socjalistyczna
Polska Partia Narodowo-Socjalistyczna – partia narodowosocjalistyczna założona w 1932 przez adwokata Władysława Obrębskiego, zdelegalizowana w 1937.
Przywódcami formacji byli Polacy: Władysław Obrębski, F. Ambroziak, H. Bartoszewicz, B. Kwieciński, P. Maślanka, oraz Niemcy – A. Brandt, J. Hiller, A. Kling, i V. Laus. W 1934 jej oddziały zorganizowano m.in. w Łęczycy, Kutnie i Radogoszczy. Grupa była wspierana przez niemieckich przemysłowców. Jej członkowie utrzymywali kontakty ze Stronnictwem Narodowym i Związkiem Młodych Narodowców. 
Program miał charakter radykalnie antysemicki i antykomunistyczny. Polskę postrzegano jako żydowski „teren kolonizacyjny”. Postulowano numerus clausus i wygnanie Żydów z Europy. Odwoływano się do rozwiązań z III Rzeszy i faszystowskich Włoch. Postulaty ustrojowe były antydemokratyczne.
Pod koniec 1937 Ministerstwo Spraw Wewnętrznych „odmówiło zezwolenia Polskiej Partii Narodowo-Socjalistycznej na używanie odznaki w kształcie swastyki, munduru, składającego się z czapki, maciejówki zielonej, z czarnym daszkiem, bluzy sportowej, lub frencza, zapinanego na guziki z wyobrażeniem na lewym rękawie swastyki biało-czerwonej”.
Nazwą PPNS posługiwała się też mniejsza i krótkotrwała grupa działająca w Krakowie, skupiona wokół pisma „Swastyka”. Organem prasowym grupy Obrębskiego był z kolei „Świt”.

## Literatura
- Olgierd Grott – Faszyści i narodowi socjaliści w Polsce, Kraków 2007, ISBN 978-83-60490-19-8.
- Jarosław Tomasiewicz – Rewolucja Narodowa. Nacjonalistyczne koncepcje rewolucji społecznej w Drugiej Rzeczypospolitej, Warszawa 2012, ISBN 978-83-64125-01-0.